# جنگ‌های پونتیاک
جنگ‌های پونتیاک (انگلیسی: Pontiac's War) یا شورش پونتیاک، در سال ۱۷۶۳ توسط یک کنفدراسیون ضعیف از قبایل بومی آمریکا تشکیل گردید، مناطقی در تشکیل هسته و شکل‌گیری این شورش نقش داشتند از جمله منطقه دریاچه‌های بزرگ، ایلینوی و اوهایو که از سیاست‌های پس از جنگ بریتانیا در منطقه دریاچه‌های بزرگ ناراضی بودند، پس از پیروزی بریتانیا در جنگ فرانسویان و سرخپوستان در سال‌های ۱۷۵۴ تا ۱۷۶۳، رزمندگان قبایل مختلف با قیام‌های متعدد تلاش داشتند تا سربازان و مهاجران بریتانیایی را به خارج مناطق محدوده خودشان هدایت کنند، نام این جنگ‌ها برگرفته از اوداوا، یکی از برجسته‌ترین رهبران قبیله پونتیاک می‌باشد، در عین حال از رهبران برجسته دیگری در این جنگ‌ها نیز می‌توان نام برد

## نگارخانه

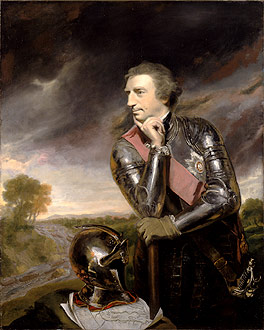
آمرست
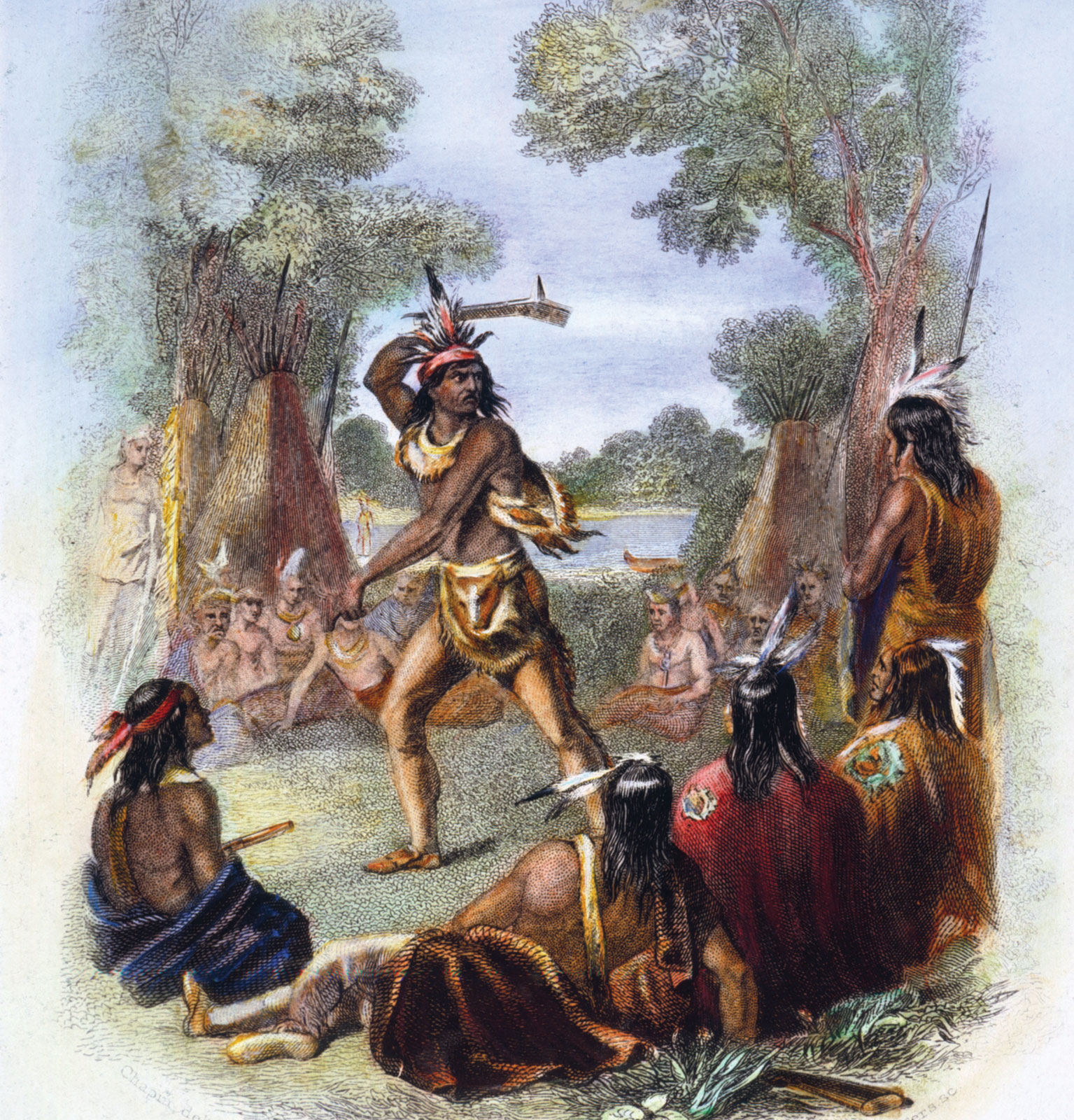
پونتیاک در ۱۷۶۳
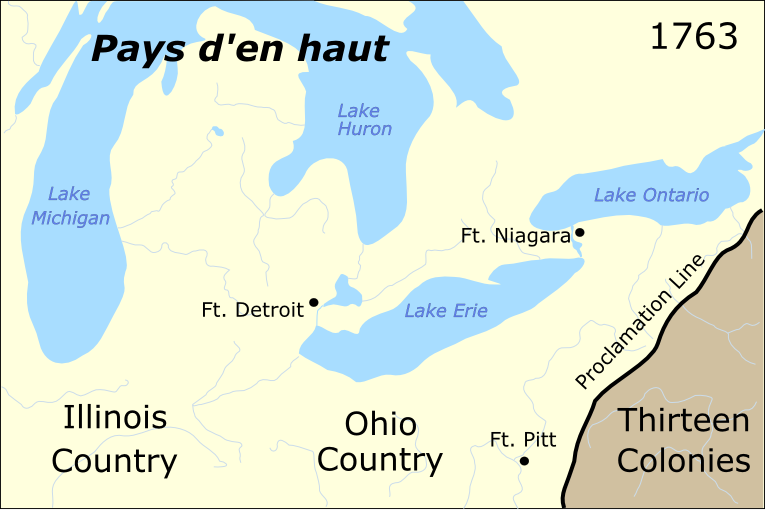
منطقه جنگ‌های پونتیاک
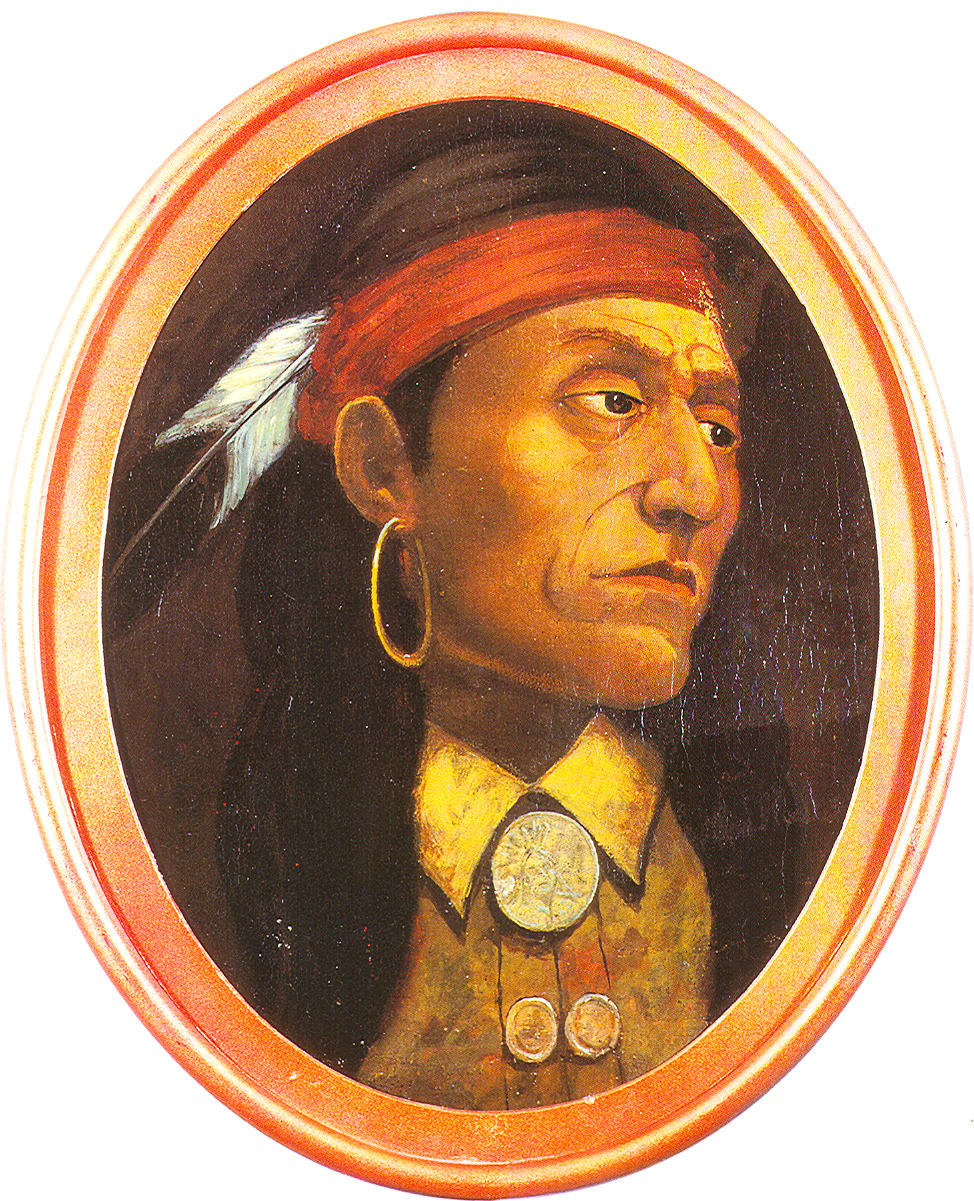
رئیس پونتیاک
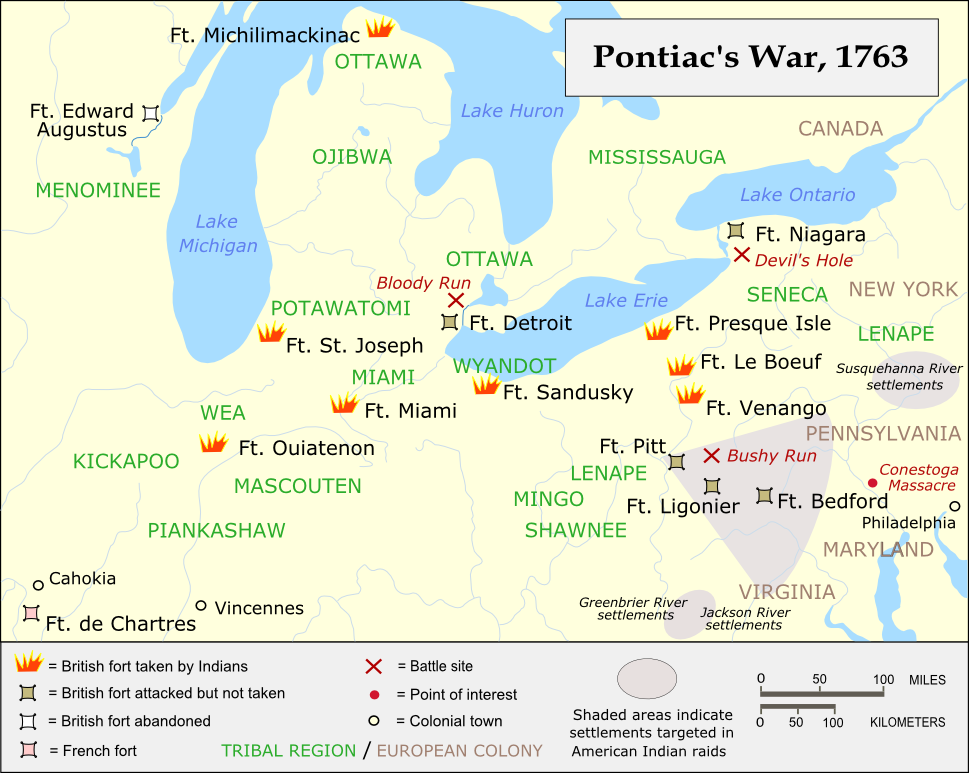
جنگ‌های پونتیاک
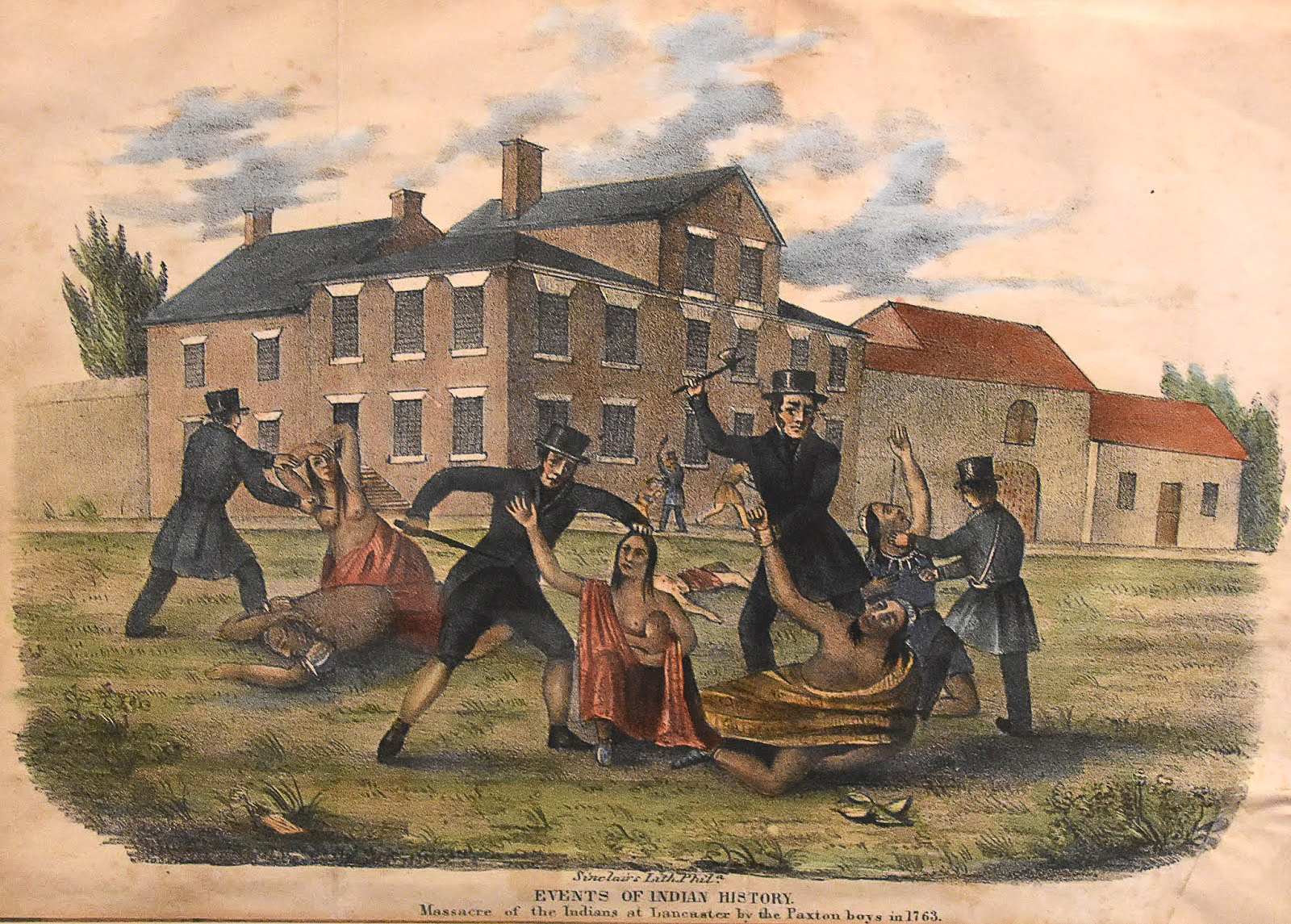
قتل‌عام پاکستون
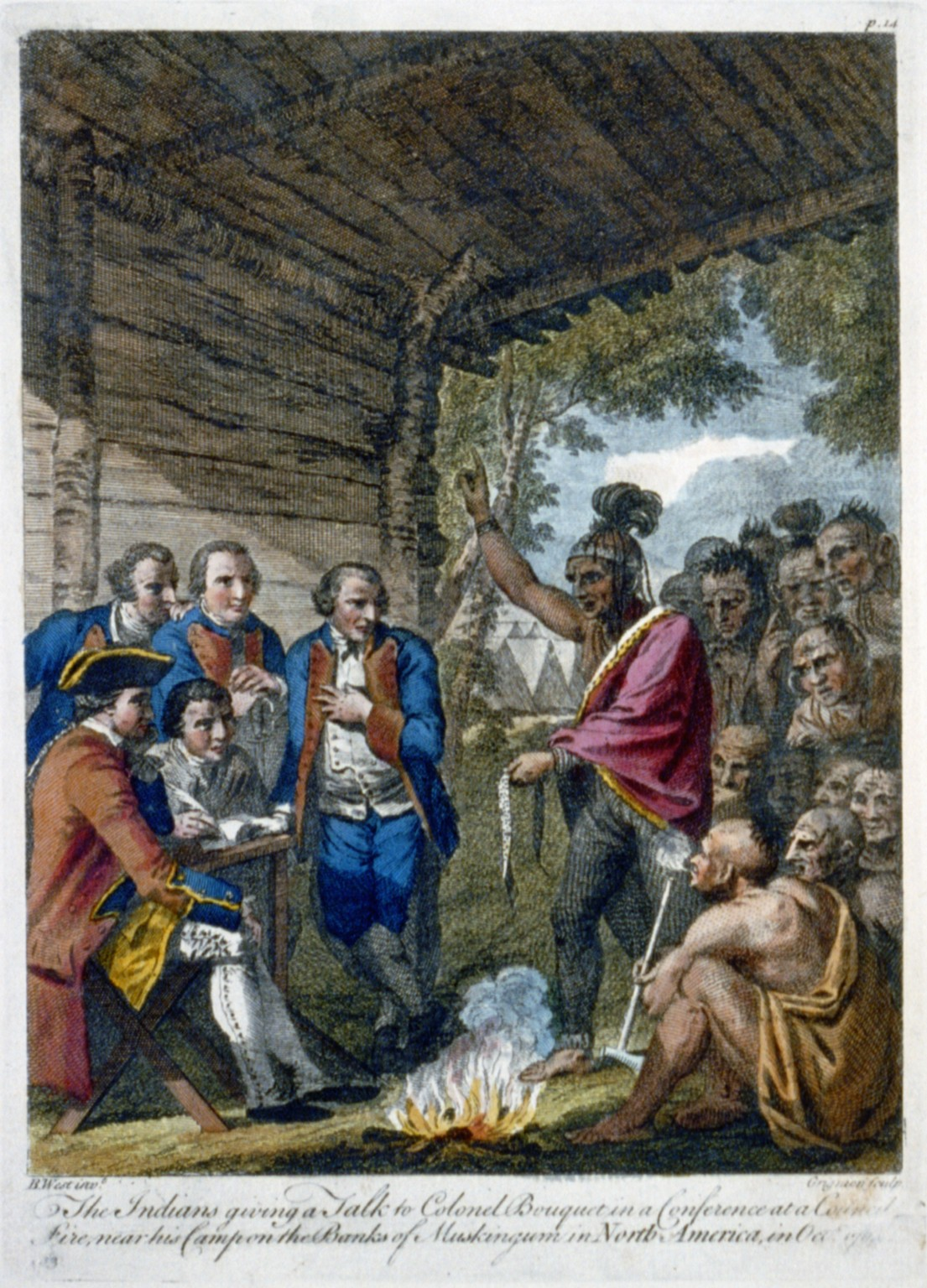
بومیان در حال گفتگو با بوکت
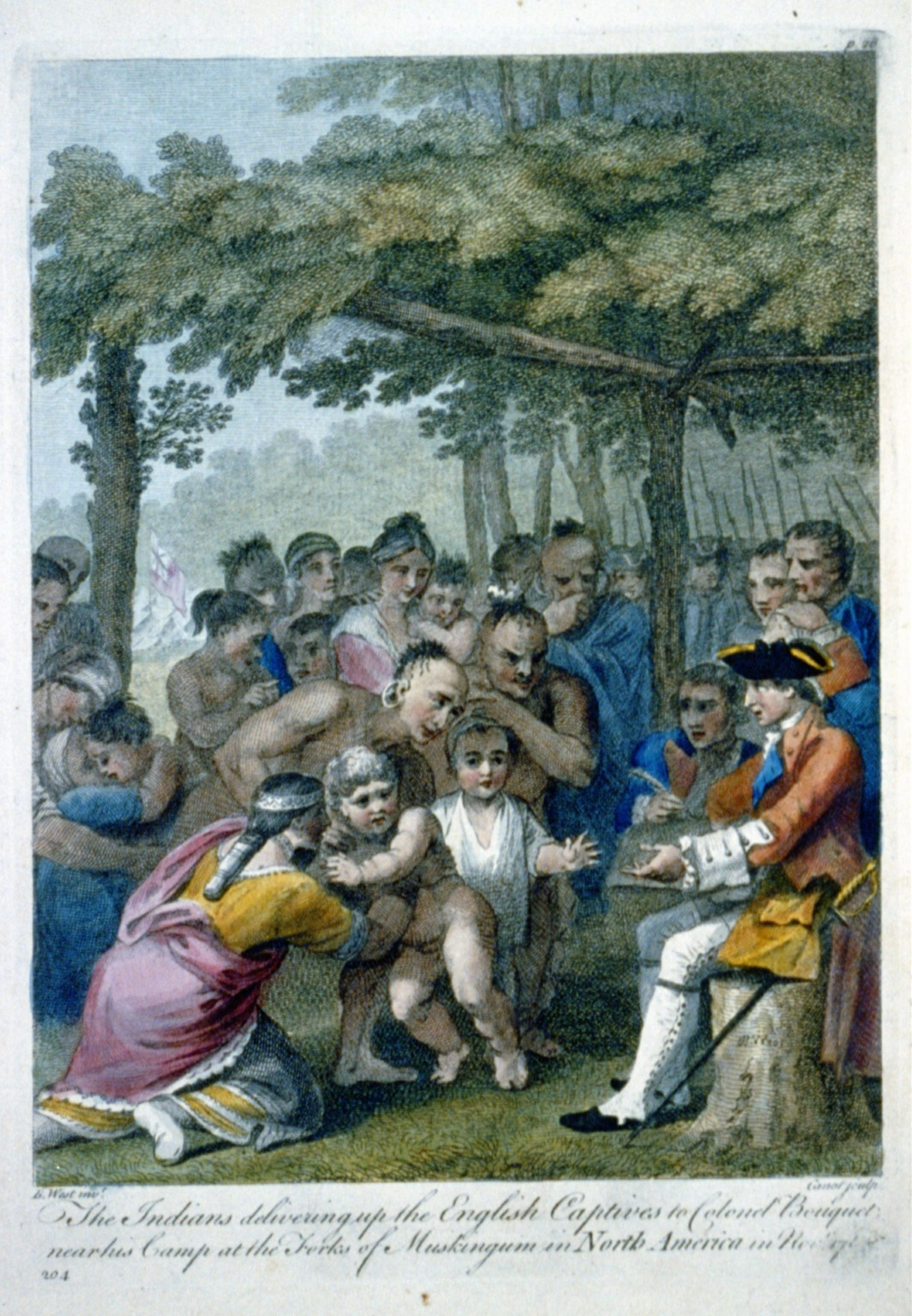
اسیران بوکت